# Virtual Hydlide
 (juin 2020).
Si vous disposez d'ouvrages ou d'articles de référence ou si vous connaissez des sites web de qualité traitant du thème abordé ici, merci de compléter l'article en donnant les références utiles à sa vérifiabilité et en les liant à la section « Notes et références ».
Virtual Hydlide (ヴァーチャルハイドライド, VacharuHaidoraido) est un jeu vidéo action-RPG de type hack 'n' slash sorti en 1995 sur console Saturn, développé par T&E Soft et édité par Atlus aux États-Unis (Sega au Japon et en Europe). Il s'agit d'un remake d'Hydlide, le premier jeu de la série, mais adapté à des graphismes en 2.5D.
Il s'agit du dernier jeu de la série des Hydlide à ce jour.

## Synopsis
Le joueur incarne un héros dans une quête pour vaincre un démon nommé Varalys qui a transformé la princesse d'Hydlide en trois fées. Avant d'affronter Varalys, le héros doit trouver les fées et les trois joyaux magiques pour rendre à la princesse son état ordinaire.

## Système de jeu
Virtual Hydlide est un action-RPG typique, dans lequel le joueur parcourt le monde  — du nom d'Hydlide — à la troisième personne, cherchant armes et armures à travers des donjons. Cependant, le jeu diffère dans le fait que le niveau du personnage augmente après avoir accompli certaines parties du jeu, là où dans la plupart des RPG, les niveaux s'obtiennent avec des points d'expériences. Autre particularité : les objets ne s'achètent pas avec l'argent récolté, mais avec des points accumulés en tuant des monstres. Enfin, le jeu reprend le système de pondération des précédents opus de la série des Hydlide : un inventaire trop chargé ralentit le personnage.

## Critiques
Virtual Hydlide est critiqué par les joueurs et la presse notamment à cause de ses graphismes et de son animation (parfois moins de cinq trames par seconde), la pauvreté de l'intelligence artificielle des ennemis et une histoire peu inspirée. Cependant toute la série des Hydlide a une base de fans qui apprécient le jeu pour son atmosphère singulière — dans laquelle la musique a un grand rôle.
On[Qui ?] lui reconnaît toutefois reconnu l'idée de générer une nouvelle carte unique à chaque nouvelle partie[réf. nécessaire].
En 2012, le Joueur du Grenier en fait une critique dans le premier numéro de la trilogie de ses vidéos sur les jeux vidéo de rôle.